# 오유진 (1999년)
오유진(1999년 7월 23일 ~ )은 대한민국의 배우이다.

## 드라마
- 2020년 tvN 월화드라마《방법》
- 2020년 MBC 수목드라마《그 남자의 기억법》
- 2020년 tvN 수목드라마 《여신강림》
- 2021년 OCN 드라마 《다크홀》- 한동림 역
- 2021년 드라마 《불가살》
- 2022년 드라마 《청춘 블라썸》- 강선희 역
- 2022년 유튜브 드라마 《뉴 연애플레이리스트》
- 2022년 SBS 월화드라마 《트롤리》

## 영화
- 2018년 나의 여자친구